# Cafuné (filme)
Cafuné é um filme brasileiro de 2005, do gênero drama romântico, dirigido por Bruno Vianna, em sua estreia na direção de longa-metragens.
Cafuné é o primeiro filme brasileiro a estrear simultaneamente nos cinemas e na internet, com a distribuição ocorrendo através de uma licença Creative Commons, e também o primeiro a ter dois finais diferentes, com ambas as versões sendo distribuídas nos cinemas.

## Sinopse
É a história de amor entre dois jovens no Rio de Janeiro — Marcos, morador da Rocinha, e Débora, de classe média alta —, as dificuldades que enfrentam para continuar juntos, a falta de perspectivas pessoais e as responsabilidades da vida adulta que chega.

## Elenco
- Priscila Assum.... Débora
- Lúcio Andrey.... Marquinhos
- Dilma Lóes.... Marina
- Carlo Mossy.... Carlos
- Roberto Maya.... Luís Eduardo
- Tessy Callado.... Helena
- Ana Kutner.... Joana
- Alice Gomes .... Herica
- Branca Messina .... Maria